# Rivière Noire (rivière Neigette)
Pour les articles homonymes, voir Rivière Noire.
La Rivière Noire coule dans la région administrative du Bas-Saint-Laurent, au Québec, au Canada, dans la municipalité régionale de comté de :
• MRC de La Mitis : le territoire non organisé du Lac-des-Eaux-Mortes et la municipalité Les Hauteurs ;
• MRC de Rimouski-Neigette : municipalité de Saint-Marcellin.
La rivière Noire est un affluent de la rive est de la rivière Neigette, laquelle coule jusqu'à la rive ouest de la rivière Mitis ; cette dernière coule vers le nord-ouest jusqu'au littoral sud-est du fleuve Saint-Laurent où elle se déverse à la hauteur de Sainte-Flavie et de Grand-Métis.

## Géographie
La rivière Noire prend sa source à l'embouchure du Petit lac Noire (longueur : 0,6 km ; altitude : 325 m) dans le territoire non organisé du Lac-des-Eaux-Mortes, dans la zec du Bas-Saint-Laurent, dans les monts Notre-Dame. Cette source est située à 30,3 km au sud-est du littoral sud-est du fleuve Saint-Laurent, à 9,1 km au sud-ouest du centre du village de Les Hauteurs et à 11,2 km au sud-est du centre du village de Saint-Marcellin.
À partir de l'embouchure du Petit lac Noire, la rivière Noire coule sur 12,8 km, répartis selon les segments suivants :
- 3,3 km d’abord vers le nord, puis, le nord-ouest dans le territoire non organisé du Lac-des-Eaux-Mortes, jusqu'à la rive sud-est du Grand lac Noir (longueur : 0,9 km ; altitude : 292 m) ;
- 0,3 km vers le nord-est, en traversant le Grand lac Noir, jusqu'à la limite de la municipalité de Les Hauteurs ;
- 0,4 km vers le nord-est dans Les Hauteurs en traversant le Grand lac Noir, jusqu'à son embouchure ;
- 1,2 km vers le nord-ouest, jusqu'à la confluence d’un ruisseau (venant de l’est) ;
- 1,5 km vers le nord-est, en recueillant les eaux du ruisseau Bérubé (venant du nord-est), jusqu’au pont de la route du 2e et 3e Rang Ouest ;
- 0,5 km vers le nord-ouest, jusqu'à la confluence du ruisseau Banville (venant du sud) ;
- 1,6 km vers le nord-ouest, en longeant le côté sud de la route de la Rivière-Noire, jusqu'à la limite de la municipalité de Saint-Marcellin (MRC de Rimouski-Neigette) ;
- 0,6 km vers le nord dans Saint-Marcellin, jusqu'à la confluence de la décharge du lac des Joncs ;
- 1,4 km vers le nord-ouest, jusqu'au pont de la route du 10e Rang Est ;
- 2,0 km vers le nord-ouest, en recueillant en début de segment la décharge du lac Dubé et en longeant le côté sud de la route de la Rivière-Noire, jusqu'à sa confluence[2].

La "rivière Noire" se déverse sur la rive est de la rivière Neigette, à :
- 0,5 km au sud-ouest de la limite de la municipalité de Saint-Gabriel-de-Rimouski,
- 1,8 km au sud-est du centre du village Le Petit Saint-Marcellin,
- 8,0 km au sud-ouest du centre du village de Saint-Gabriel-de-Rimouski,
- 1,6 km en amont du pont de la route de la Rivière-Noire et
- 1,8 km en avant de la confluence de la décharge du lac à la Truite et du lac Saint-Marcellin.

## Toponymie
Le toponyme « rivière Noire » a été officialisé le 5 décembre 1968 à la Commission de toponymie du Québec.